# Secret Hitler
Secret Hitler est un jeu de déduction à rôles secrets, avec une identité cachée attribuée à chaque joueur. Il se déroule dans l'Allemagne du début des années 1930, et oppose deux équipes : les libéraux et les fascistes, avec parmi ces derniers Hitler. La discussion entre les joueurs est primordiale tout comme le mensonge et la gestion des informations. Il a été publié pour la première fois en 2016 après avoir été financé grâce à une campagne sur Kickstarter et est disponible gratuitement.

## Génèse et diffusion
Secret Hitler est né dans un espace de travail collaboratif créé par les fondateurs du  jeu Cartes contre l'humanité. Le jeu a fait l'objet d'une campagne de financement participatif débutée sur Kickstarter en novembre 2015 dont l'objectif de 54 000 $ des États-Unis a été dépassé en quelques jours. Cette campagne ne proposait que deux choix : un exemplaire du jeu, et un exemplaire du jeu accompagné du jeu Cartes contre l'humanité. Le jeu est alors aussi proposé gratuitement (licence CC BY-NC-SA 4.0) en anglais sur le site officiel pour l'imprimer chez soi,. 
Le jeu a été publié pour la première fois en 2016 à l'issue de cette campagne de financement participatif.
En septembre 2017, le jeu a rassemblé 1,5 million de dollars des États-Unis. Il a été brièvement en tête des ventes sur Amazon lors de son lancement. Le jeu a bénéficié du regain d'intérêt pour le fascisme avec l'élection de Donald Trump en 2016.

## Contenu
La boîte standard de Secret Hitler contient :
- 10 cartes identités : 6 libéraux, 3 fascistes, 1 Hitler
- 10 cartes de parti : 6 parti libéral, 4 parti fasciste
- 20 bulletins de vote : 10 « Ja! » (Oui) et 10 « Nein! » (Non)
- 4 plateaux : 3 fascistes (selon le nombre de joueurs) et 1 libéral
- 17 cartes lois : 11 fascistes, 6 libérales
- 10 enveloppes
- Deux cartes double-face, chacune avec « Pioche » sur un côté et « Défausse » de l'autre
- Deux pancartes/chevalets : un pour le Président et un pour le Chancelier
- Un petit pion bleu pour la piste Élections.

## Déroulement

### Objectif
Chaque joueur a une identité secrète, en étant membre soit du Parti libéral, soit du Parti fasciste. Un parti constitue une équipe, tous les joueurs du parti gagnent ou perdent en même temps.
Les joueurs du Parti libéral gagnent dans deux cas : Cinq lois libérales ont été promulguées OU Hitler est assassiné.
Les joueurs du Parti fasciste gagnent dans deux cas : Six lois fascistes ont été promulguées OU Hitler est élu chancelier à tout moment après que trois lois fascistes ont été promulguées.

### Mise en place
Le nombre de fascistes et de libéraux dépend du nombre de joueurs :
| Nombre de joueurs | 5          | 6     | 7     | 8     | 9     | 10    |
| Libéraux          | 3          | 4     | 4     | 5     | 5     | 6     |
| Fascistes         | 1 + Hitler | 1 + H | 2 + H | 2 + H | 3 + H | 3 + H |

On distribue à chacun une enveloppe avec à l'intérieur son identité et son rôle (une carte de Parti libéral est forcément associée avec un rôle de Libéral, et les cartes de Parti fasciste sont forcément associées aux rôles de Fasciste et d’Hitler).
Avant de ne commencer à jouer, tous les joueurs ferment les yeux, les fascistes ouvrent les yeux et se reconnaissent et Hitler lève discrètement la main, afin que les fascistes le voient. Ainsi, les fascistes commencent avec un avantage (ils sont en minorité, mais ils connaissent les rôles des autres joueurs et savent qui est Hitler). Avec 5 ou 6 joueurs, Hitler ouvre aussi les yeux pour voir qui est le fasciste qui joue avec lui.
Le reste du jeu se divise en trois phases : des élections (pour former un nouveau gouvernement), une session législative (pour promulguer une loi), et éventuellement une session exécutive (pour exercer un pouvoir présidentiel).

### Élections
Au début de chaque tour de jeu, le rôle de Président passe au joueur à gauche du Président sortant (dans le sens des aiguilles d'une montre). Ce nouveau Président choisit un Chancelier pour jouer avec lui (il ne peut pas désigner l'ex-Chancelier ni l'ex-Président).
Tous les joueurs, y compris les nommés, votent alors pour élire les candidats en présence, avec leur bulletin « Ja » (Oui) ou « Nein » (Non). Tout le monde vote en même temps, et le vote est public.
Il doit y avoir une majorité stricte de « Ja » pour que ce gouvernement soit élu. En cas d'égalité ou de majorité de « Nein », la présidence passe au joueur suivant (à gauche) et une nouvelle élection a lieu. Le gouvernement élu passe alors à la phase législative.

### Phase législative
Le gouvernement (président + chancelier) élu va promulguer une loi. Le Président pioche les trois premières cartes lois, en défausse secrètement une, et passe les deux autres au Chancelier. Celui-ci en défausse une secrètement, et fait passer la dernière en la jouant sur le plateau correspondant (libéral ou fasciste).
Toute communication verbale ou non-verbale entre le Président et le Chancelier est interdite pendant l’adoption d’une loi. La session législative reste secrète et silencieuse, la discussion n’étant possible qu’une fois la loi passée. Les cartes lois défaussées ne sont jamais révélées au groupe. Les joueurs doivent donc se fier aux propos du Président et du Chancelier, qui ont le droit de mentir ou non.
Si le gouvernement promulgue une loi fasciste qui recouvre un pouvoir présidentiel, ce pouvoir est débloqué et le Président en exercice doit l’utiliser. Une session exécutive s’ouvre alors. Si le gouvernement promulgue une loi libérale ou une loi fasciste qui ne recouvre aucun pouvoir, le tour prend fin. Un nouveau tour commence, avec une élection habituelle.

### Phase exécutive (pouvoirs du Président)
Les lois fascistes permettent de débloquer, lorsqu'elles sont passées, des pouvoirs accordés au Président. Ces actions supplémentaires sont puissantes et sont un élément important du jeu, qui peut être déterminant pour la partie. Le Président doit utiliser ce pouvoir débloqué immédiatement et avant le début du tour suivant. Avant de l’utiliser, il est libre d’en discuter avec les autres joueurs, mais la décision finale lui revient seul. Le pouvoir doit être utilisé immédiatement, une seule fois, et n’est pas conservé ou passé pour un prochain tour (hormis le véto, qui est un pouvoir spécial). Les différents pouvoirs possibles (selon le plateau) sont :
- enquêter sur un joueur en regardant secrètement sa carte de parti (et non sa carte de rôle) ;
- déclencher une élection exceptionnelle en désignant le Président lui succédant (l'élection suivante revenant au tour de jeu normal) ;
- regarder les trois prochaines lois de la pioche ;
- exécuter un joueur, qui est éliminé de la partie (si Hitler est éliminé, les libéraux ont gagné).

À partir de la cinquième loi fasciste promulguée, le droit de véto devient actif. Pour toutes les sessions législatives qui suivent cette cinquième loi, le gouvernement dispose de la capacité permanente de défausser les lois qui viennent d’être piochées, si les deux membres sont d’accord. Le Chancelier, après avoir reçu les deux lois du Président, propose le véto. Soit le Président accepte (le véto est adopté, les lois sont défaussées et le tour prend fin), soit le Président refuse (le véto est rejeté, le Chancelier doit faire passer une des deux lois).

## Auteurs
Secret Hitler a été conçu par Mike Boxleiter (Solipskier, Tonalité), Tommy Maranges (Philosophy Bro) et illustré par Mackenzie Schubert (Letter Tycoon, Penny Press). Il a été produit par Max Temkin (Cartes Contre l'Humanité, les Humains vs Zombies), un des fondateurs de l'espace de travail partagé Cards agains humanity.

## Jeu en ligne
Bien qu'à l'origine ce soit un jeu à imprimer et découper il a été adapté pour le jeu en ligne,.

## Variantes
L'esprit du jeu est communautaire sous Creative Commons, par conséquent des fans ont alors fait une version XL permettant de jouer à plus de 20 joueurs.
Cette version ajoute des nouveaux rôles, nouvelles politiques et pouvoirs. Les nouvelles factions comme les communistes, les anarchistes ou encore les capitalistes. Chaque faction ayant ses propres intérêts.
Enfin, il existe des variantes qui proposent de complexifier et allonger la durée des parties sans nécessairement avoir les nouvelles factions dans le jeu.
Tableau non-exhaustive des variantes: 
| Motion de censure           | À partir de 7 joueurs et 2 politiques fascistes ou libérales doivent déjà être promulguées | Le Chancelier peut rejeter les 2 politiques proposées par le Président. La politique défaussée secrètement par le Président est alors appliquée par décret. | |
| Propagande                  | À partir de 7 joueurs et 2 politiques fascistes ou libérales doivent déjà être promulguées | Le Chancelier peut regarder secrètement la carte en haut de la pile des Politiques défaussées. | Le Chancelier peut regarder la carte défaussée après le choix des 2 politiques proposées par le Président. |
| Article 48                  | À partir de 7 joueurs et 2 politiques fascistes ou libérales doivent déjà être promulguées | Le Président regarde secrètement les 3 prochaines politiques dans la pile. Il peut choisir de défausser une carte ou de les remettre sur la pile. | Le Président doit faire cette action avant le choix des 2 politiques proposées au Chancelier. |
| Révision de la constitution | À partir de 7 joueurs et 3 politiques fascistes ou libérales doivent déjà être promulguées | Le Président peut proposer une révision de la constitution qui permet de retirer la dernière politique fasciste ou libérale promulguée par un vote à la majorité. Le Président doit proposer une révision de la constitution avant de choisir son Chancelier. Si la révision de la constitution échoue (égalité de voix ou rejet), le rôle de Président passe au joueur suivant et le jeu reprend son cours normalement, le vote compte dans le système de suivi des élections. | En cas de révision de la constitution, le Président retire la dernière politique fasciste ou libérale du plateau. Si le Président est un libéral, son intérêt est de retirer la dernière politique fasciste promulguée et inversement si le Président est un fasciste. Aucun pouvoir présidentiel du plateau ne peut être rejouer après une révision de la constitution. Le Président ne propose pas de Chancelier y compris en cas de révision approuvée, il passe son rôle au joueur suivant et le jeu reprend son cours normalement. Une seule révision de la constitution approuvée est possible par partie. |
| Destitution                 | À partir de 7 joueurs et 3 politiques fascistes ou libérales doivent déjà être promulguées | Les autres joueurs (sauf le Président) peuvent proposer la destitution du Président en exercice par un vote à la majorité (le Président ne peut pas voter lors de sa destitution). L’action doit avoir lieu avant le choix du Chancelier par le Président. Si la destitution échoue (égalité de voix ou rejet), le Président reste en poste et le jeu reprend son cours normalement, le vote compte dans le système de suivi des élections.                                     | En cas de destitution du Président, ce dernier doit révéler à tous les autres joueurs sa carte de membre du parti. Le Président ne propose pas de Chancelier, passe son rôle au joueur suivant et le jeu reprend son cours normalement. Si le Président avait pour rôle secret Hitler, la partie se termine par la victoire immédiate des libéraux. Une seule destitution approuvée est possible par partie. |